# Turner Lagoon
Turner Lagoon är en sjö i Antarktis. Den ligger i Östantarktis. Australien gör anspråk på området. Turner Lagoon ligger 5 meter över havet.
I övrigt finns följande vid Turner Lagoon:
- Baoshi Jiao (en udde)